# اچ‌ام‌اس بکفورد
اچ‌ام‌اس بکفورد (به انگلیسی: HMS Beckford) یک کشتی است که طول آن ۱۱۷ فوت ۳ اینچ (۳۵٫۷۴ متر) می‌باشد. این کشتی  در سال ۱۹۵۵ ساخته شد.